# جورج آرتور
جورج آرتور (انگلیسی: George K. Arthur؛ ۲۷ ژانویهٔ ۱۸۹۹ – ۳۰ مهٔ ۱۹۸۵) هنرپیشه اهل بریتانیا بود.
از فیلم‌ها یا برنامه‌های تلویزیونی که وی در آن نقش داشته است می‌توان به جشن بزرگ، هالیوود، عافیت‌طلبان، کارآگاه اشاره کرد.